# Szentkirályi Ákos
Komjátszegi Szentkirályi Ákos (Oravicabánya (Krassó-Szörény vármegye), 1851. január 27. – Kolozsvár, 1933. május 23. ) magyar mezőgazdász, szakíró. Főleg a juhászat fejlesztésével foglalkozott.

## Életpályája
Apja, Szentkirályi Zsigmond  bányakapitány volt. Gimnáziumi érettségit Kolozsváron tett, majd a jogakadémián az alaptantárgyakból letette a vizsgákat. A kolozsmonostori magyar királyi gazdasági tanintézet tanfolyamának befejezése után, Derekegyházon gyakornok volt. 1872-ben ezen tanintézetnél ösztöndíjas gazdasági segéd lett, majd állami ösztöndíjjal a proskaui porosz királyi gazdasági akadémiára ment tanulmányait folytatni. 1874-ben Magyaróvárott, 1875-ben Kassán volt segédtanár. 1879-ben a kolozsmonostori gazdasági tanintézet rendes tanára lett. Közben Budapesten állatorvosi, 1881-ben Kolozsvárt bölcsészdoktori oklevelet szerzett. 1897-ben az intézet igazgatója lett, annak átszervezése után (1907) ismét 1910-ig, nyugdíjazásáig.

## Főbb művei
- A Miescher féle tömlők (Kolozsvár, 1880);
- A jelen idő követelményeinek megfelelő tejgazdaság (V. Kirchner után átdolgozta, Budapest, 1881);
- A czigája juhról (Magyaróvár, 1885);
- A bivalyról (Magyaróvár, 1888);
- Az erdélyi gazdasági egylet állatkiállításának működése 1882-től 1889-ig. (Kolozsvár, 1889);
- A tejtermelés és értékelés kérdése Kolozs vm.-ben és Kolozsvár városban (Kolozsvár, 1909);
- Mezőgazdasági felső szakoktatásunk (Kolozsvár, 1912).

## Emlékezete
- Szentkirályi Ákos (Köztelek, 1933. 61 – 62. sz.).